# Het Bildt
Het Bildt est une ancienne commune néerlandaise de la Frise.
En 2018, elle a fusionné avec Franekeradeel, Menameradiel et quatre villages de la commune de Littenseradiel dans la nouvelle commune de Waadhoeke. 